# Piana (navire)
Pour les articles homonymes, voir Piana (homonymie).
Le Piana  est un navire mixte appartenant à La Méridionale. Construit de 2010 à 2011 par les chantiers BrodoSplit de Split en Croatie, il porte le nom d'un village de la Corse-du-Sud célèbre pour ses calanques. Mis en service en décembre 2011 sur les lignes de la délégation de service public (DSP) entre Marseille et la Corse, il est alors principalement affecté à la desserte de Bastia. À la suite de l'éviction partielle de La Méridionale de la DSP 2019-2021, il est transféré sur la desserte du port secondaire de Porto-Vecchio d'octobre 2019 à février 2021 avant d'être finalement affecté sur Ajaccio à partir du 1er mars.

## Histoire

### Origines et construction
À la fin des années 2000, la Compagnie méridionale de navigation (CMN) est amenée à renouveler sa flotte en service sur les lignes de la délégation de service public (DSP) entre Marseille et la Corse. Il convient dans un premier temps de remplacer le Scandola, affecté à la desserte de Propriano, et dont la capacité de roulage devient de moins en moins adaptée à la tendance du trafic fret, toujours en hausse. Ce problème se pose en particulier à Bastia, où transite la majeure partie du fret acheminé sur l'île. Le nouveau navire est donc prévu pour être affecté sur ce port en remplacement du Kalliste qui remplacera quant à lui le Scandola sur Propriano, permettant à la fois de proposer une capacité de roulage plus forte mais également d'améliorer sensiblement les conditions de confort pour les passagers.

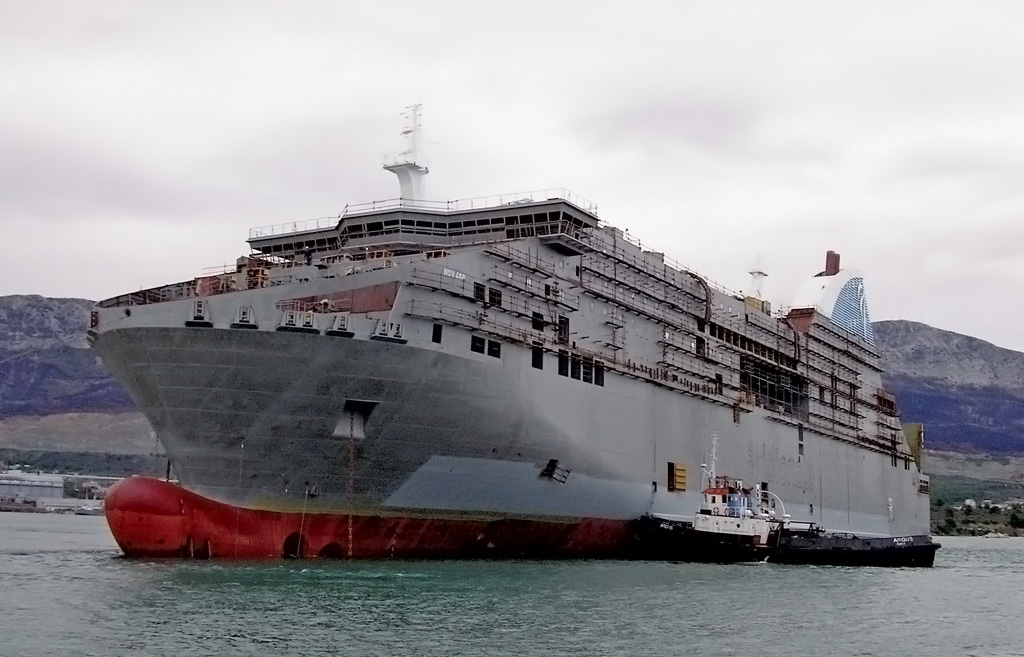
Lancement du Piana, le 24 novembre 2010.

Afin de proposer une certaine homogénéité sur les lignes de la DSP, le futur navire est conçu sur la base du Pascal Paoli de la SNCM, codélégataire de La Méridionale. Les caractéristiques de la nouvelle unité seront toutefois guidées par la nouvelle donne du trafic. Ainsi, sa taille et sa capacité sont augmentées par rapport à son modèle. Grâce aux nombreux travaux effectués sur le port de Bastia, sa longueur peut être arrêtée à 180 mètres, permettant une capacité de roulage de 2 500 mètres linéaires, soit la possibilité d'embarquer 180 remorques. À l'instar du Kalliste et du Girolata, les locaux passagers du nouveau navire seront conçus pour offrir le plus de confort possible avec deux bars, deux espaces de restauration, un cinéma et de confortables cabines. Enfin, il est prévu que ce navire arbore une toute nouvelle livrée à dominante bleue, remplaçant les traditionnelles coques grises de La Méridionale. En prévision de l'arrivée du navire, cette livrée sera appliquée aux autres navires de la flotte, à l'exception du Scandola.
Le contrat de construction du navire est signé le 26 juin 2008 avec les chantiers croates BrodoSplit. Baptisé Piana, il est le premier navire commandé par la compagnie depuis le Kalliste en 1992. Mis sur cale à Split le 18 décembre 2009, le navire est lancé le 24 novembre 2010. Les travaux de finitions prendront cependant du retard, occasionnant un premier report de la livraison à juin 2011, alors que celle-ci devait intervenir en mars ou en avril. Elle sera une nouvelle fois repoussée à fin 2011, compromettant la mise en service du cargo mixte pour la saison estivale. Au terme de six mois de retard, le Piana est finalement livré à La Méridionale le 13 décembre 2011.

### Service
Après avoir quitté la Croatie le 14 décembre 2011, le Piana arrive pour la première fois à Marseille le 17 décembre. Le navire commence son service commercial le 26 décembre entre Marseille et Bastia.
Son baptême, célébré par Jean Bonfils, a lieu le 31 janvier 2012 à Bastia en présence des représentants de la compagnie, des élus de la région corse ainsi que sa marraine Anne-Charlotte de Lambilly, épouse du président de la compagnie,.

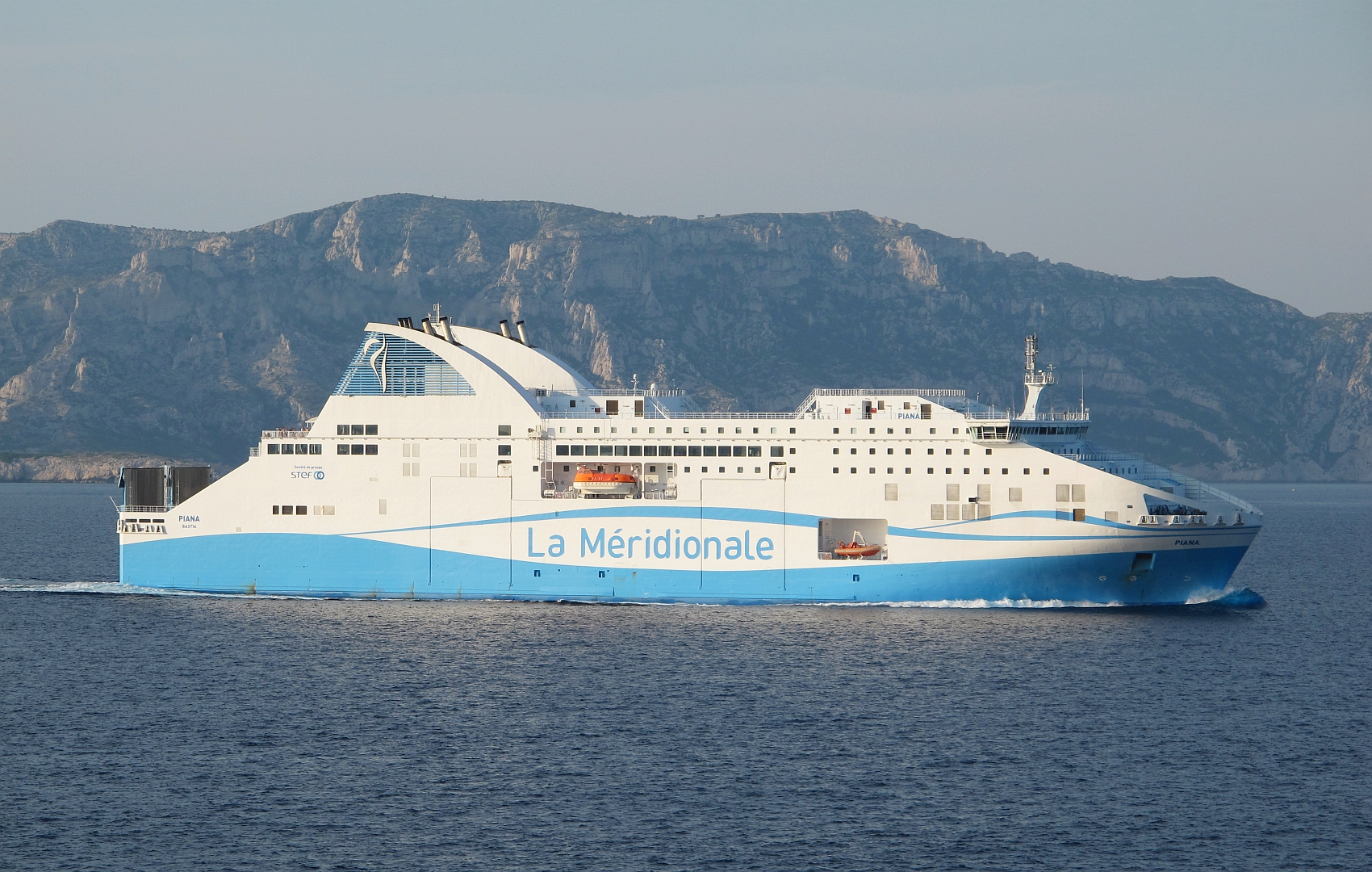
Le Piana arborant l'ancienne livrée de La Méridionale.

Entre le 12 et le 30 mars, le navire effectue un carénage à Marseille où son bulbe d'étrave, endommagé durant une collision avec le quai dans la cité phocéenne en janvier, est remplacé.
Le 14 juin, une panne du treuil de l'une des deux ancres, sortie par mesure de sécurité en raison d'un fort vent soufflant sur Bastia, entraine un retard de quatre heures sur l'appareillage du Piana. Afin de permettre le départ du navire, l'équipage se résout finalement à sectionner la chaîne. L'ancre sera repêchée quelques jours plus tard et réinstallée à bord du navire une fois le treuil réparé.
En octobre 2015, le navire est victime d'une avarie au niveau de ses propulseurs d'étrave et ceux-ci sont alors déposés pour réparations. Le cargo mixte poursuit néanmoins ses rotations sur la Corse, assisté par un remorqueur durant ses manœuvres d'accostage et d'appareillage. Pour des raisons de sécurité, il est exploité durant cette période sur Ajaccio, disposant d'un bassin d'évitage plus large, contrairement au port de Bastia.
En 2017, le Piana subit des travaux d'adaptations aux dispositifs de branchements électriques à quai du port de Marseille, permettant durant les escales d'arrêter les moteurs du navire, réduisant ainsi les émissions de CO2 ainsi que la consommation de carburant.

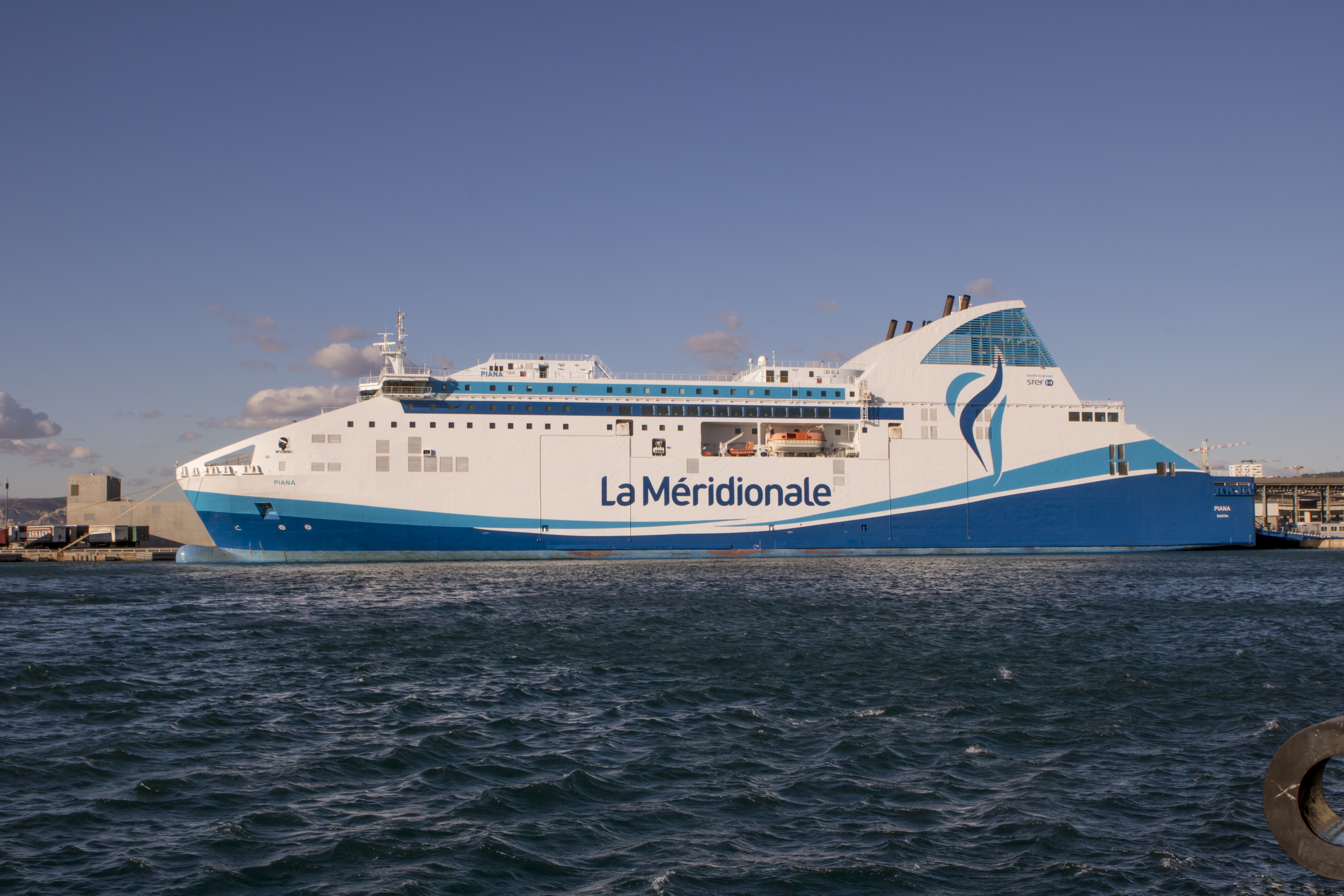
Le Piana après la première modification de livrée de La Méridionale

En décembre de cette même année, il est repeint aux nouvelles couleurs de La Méridionale avec une livrée à deux tons de bleu inspirée de la précédente ainsi que l'ajout de bandes des mêmes couleurs venant border les hublots des ponts 9 et 10.
Durant son arrêt technique effectué à Marseille entre le 11 mars et le 5 avril 2019, le navire se voit équipé d'un filtre à particules installé près de sa cheminée tribord. Visant à réduire les émissions de particules fines, le dispositif, en phase de test, est le premier du genre installé sur un navire.
Le 1er octobre 2019, La Méridionale est partiellement évincée du nouveau contrat de la DSP au profit de son ancienne partenaire Corsica Linea. Reléguée dans un premier temps à la seule desserte de Propriano, dont l'appel d'offres a été jugé infructueux, la compagnie se voit dans l'obligation de n'exploiter qu'un navire sur trois en attendant le nouvel appel d'offres concernant les ports secondaires. Le Piana est ainsi affrété par Corsica Linea pour desservir Porto-Vecchio, dont l'appel d'offres a lui aussi été déclaré infructueux. À partir de février 2020, le navire réintègre la flotte de La Méridionale qui récupère l'exploitation sur Porto-Vecchio et se voit attribuer la desserte subventionnée de cette ligne en avril.
À la fin du mois de février 2021, l'assemblée de Corse vote la mise en place d'une nouvelle DSP s'étendant sur une période de 22 mois. À la suite des conflits sociaux ayant touché La Méridionale au début de l'année 2020 et ayant perturbé les liaisons entre Marseille et la Corse, Corsica Linea avait accepté de renouer le dialogue avec son ancienne partenaire. C'est dans ce contexte que les deux transporteurs s'accordent pour le dépôt d'une offre commune sur la ligne d'Ajaccio qui sera retenue par l'assemblée. Le Piana est alors transféré à compter du 1er mars sur la liaison entre Marseille et Ajaccio.
Fin 2021, la phase de test du filtre à particules installé sur la cheminée tribord deux ans plus tôt arrive à son terme. L'expérience s'avérant plus que concluante, la direction décide d'équiper le navire de manière permanente. À l'occasion de son arrêt technique effectué à Santander du 11 novembre au 16 décembre, le dispositif complet est installé sur le Piana par une filiale des Chantiers de l'Atlantique. Sa mise en place implique alors une légère modification de son apparence en raison du raccordement des conduits d'échappement de ses cheminées au sein du filtre. À l'issue des travaux, le navire regagne Marseille et reprend ses traversées vers Ajaccio.
Le 7 juin 2025, alors que le navire se trouve à quai à Marseille peu après son arrivée en provenance d'Ajaccio, une remorque prend feu au niveau du garage aux alentours de 8h. La réaction est cependant rapide et l'incendie est maitrisé en un peu moins de deux heures puis éteint par les Marins pompiers de Marseille. Aucun passager ne se trouvait à bord à ce moment là et aucun blessé n'est à déplorer parmi l'équipage et les secours. Les dégâts conduisent toutefois à l’immobilisation temporaire du Piana et l’annulation de sa traversée vers Ajaccio,.

## Aménagements
Le Piana s'étend sur 12 ponts. Bien que le navire n'en compte en réalité que 10, deux d'entre eux, inexistants au niveau des garages, mais existants bien dans les zones techniques, sont tout de même comptabilisés. Les locaux des passagers se situent sur les ponts 8, 9 et 10 tandis que ceux de l'équipages occupent une grande partie du pont 10. Les ponts 2, 3, 5 et 7 abritent quant à eux les garages.

### Locaux communs
Le Piana est équipé pour ses passagers de confortables locaux. Parmi ces installations, Situées en grande majorité sur le pont 9, se trouvent le bar-salon Le Figuier situé à la poupe du navire, le restaurant Palombaggia situé au milieu du côté tribord, le self-service Piana à bâbord ainsi qu'un espace extérieur à la poupe sur le pont 10. Le navire dispose également d'une petite salle de cinéma située à l'avant au pont 9 et d'une salle de conférence à l'arrière. Jusqu'en 2018, un deuxième bar, l‘Arbousier, était présent sur le pont 10 non loin de la terrasse. Il a depuis été supprimé et remplacé par de nouvelles cabines.

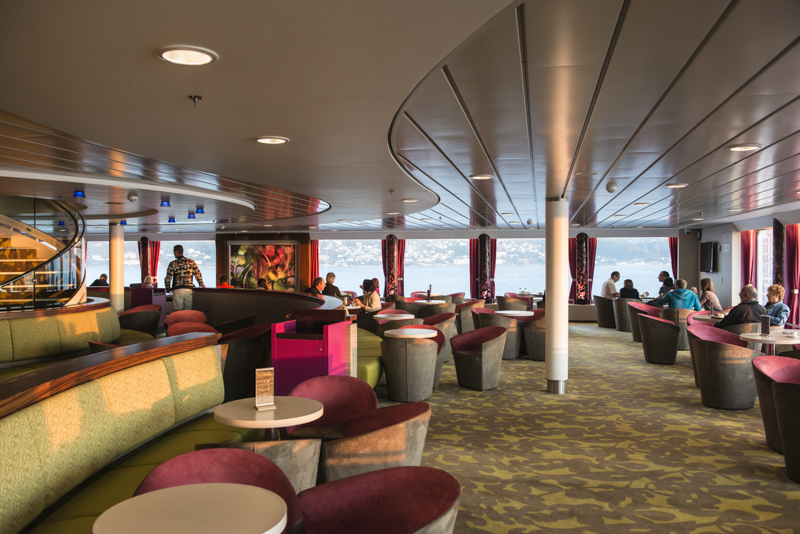
Bar le Figuier, situé au pont 9
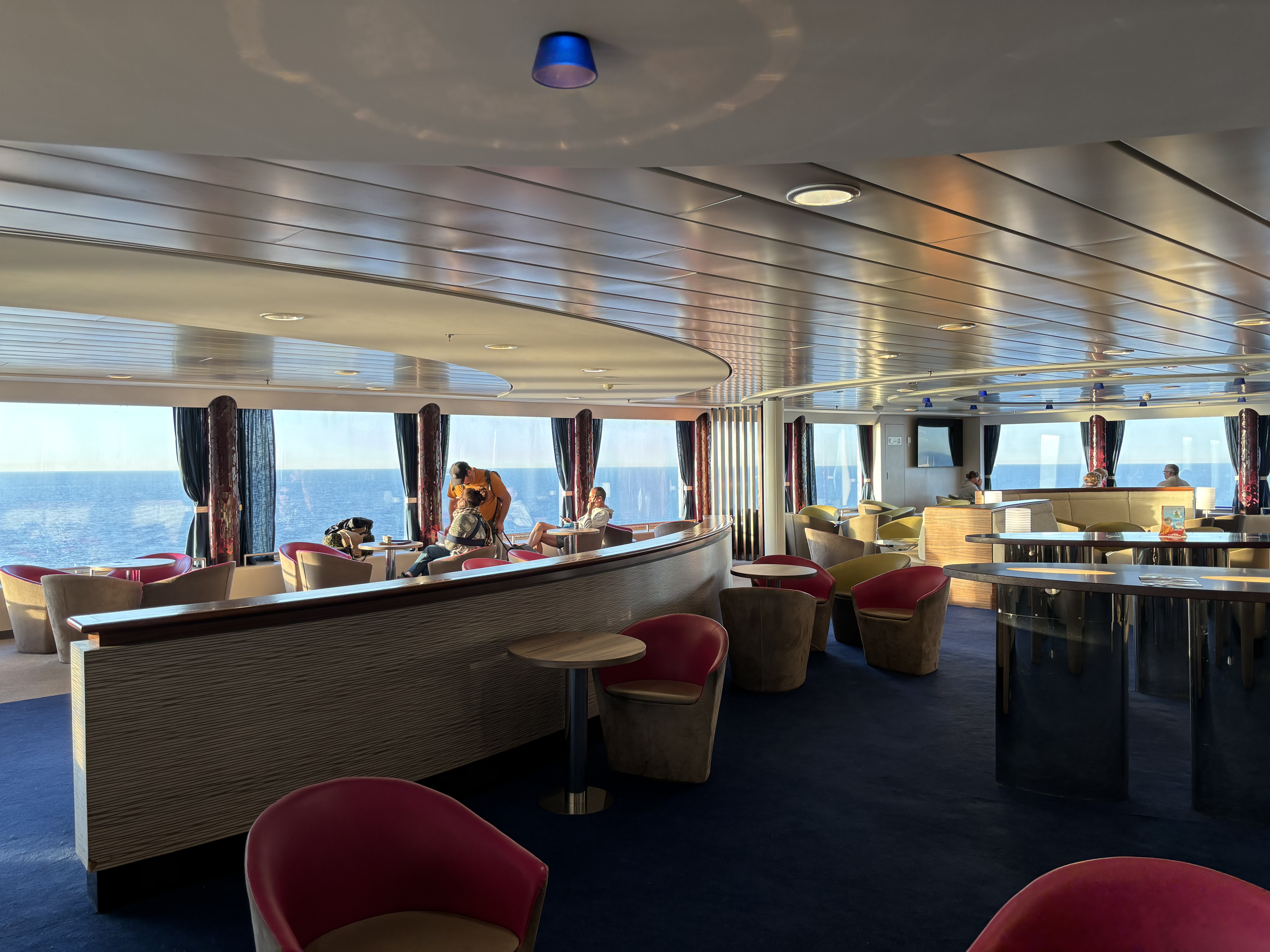
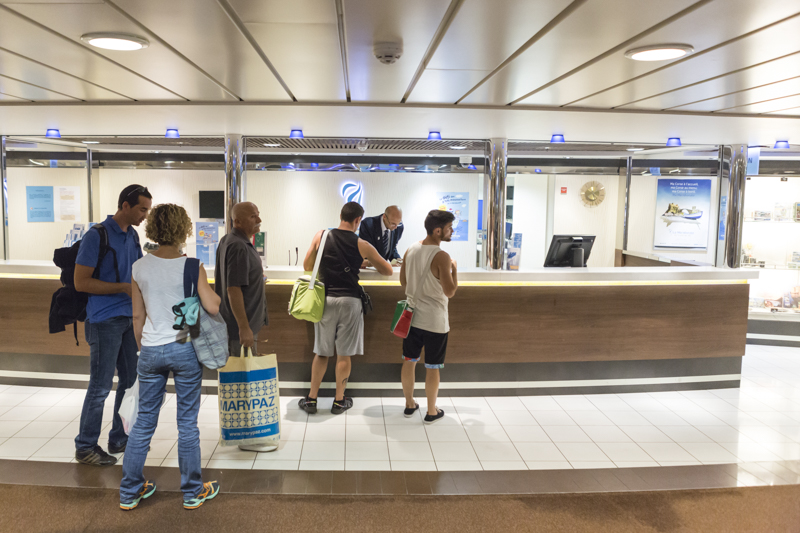
Bureau information sur le pont 8
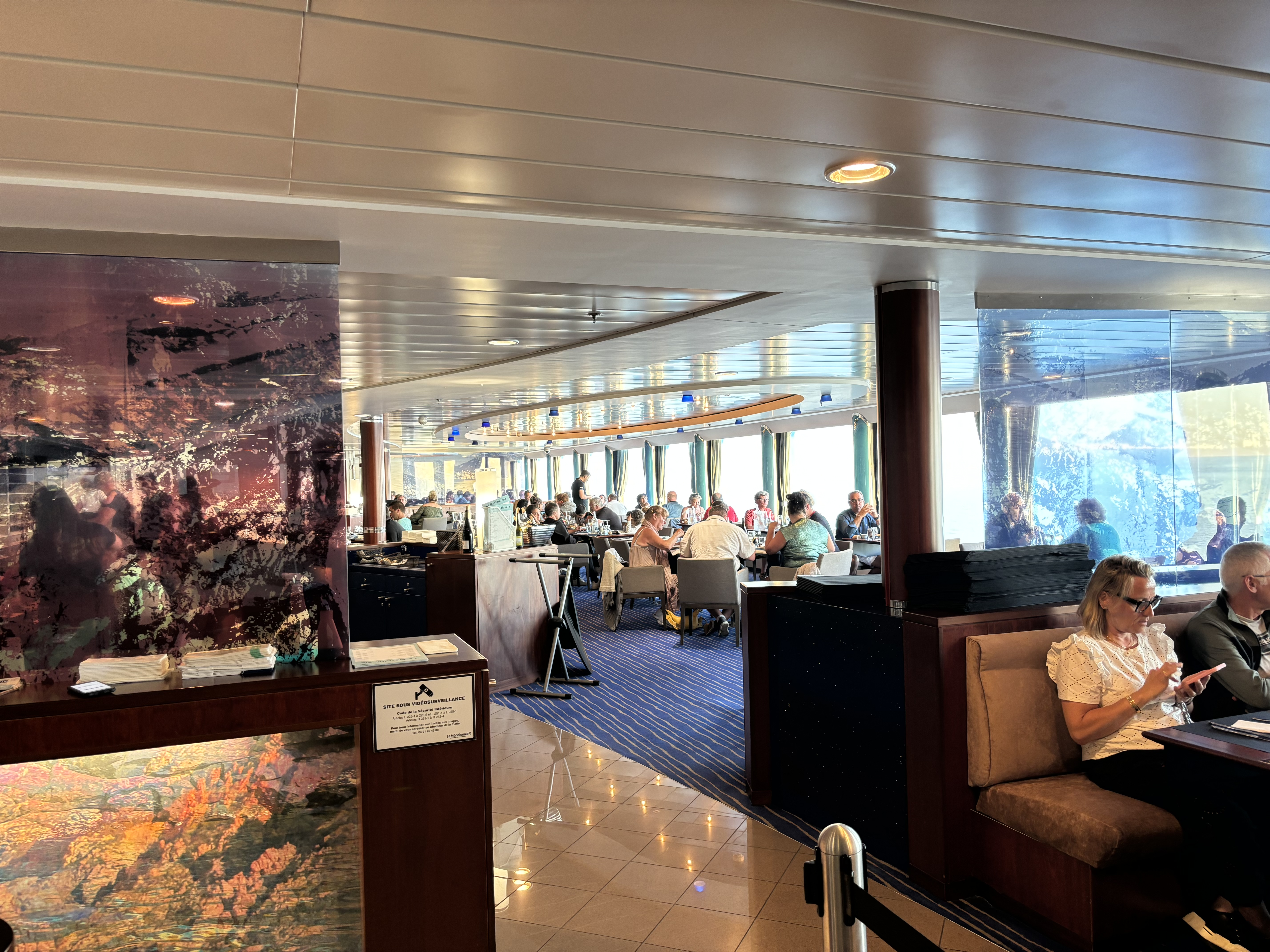
Restaurant le Piana, sur le pont 9 du côté bâbord
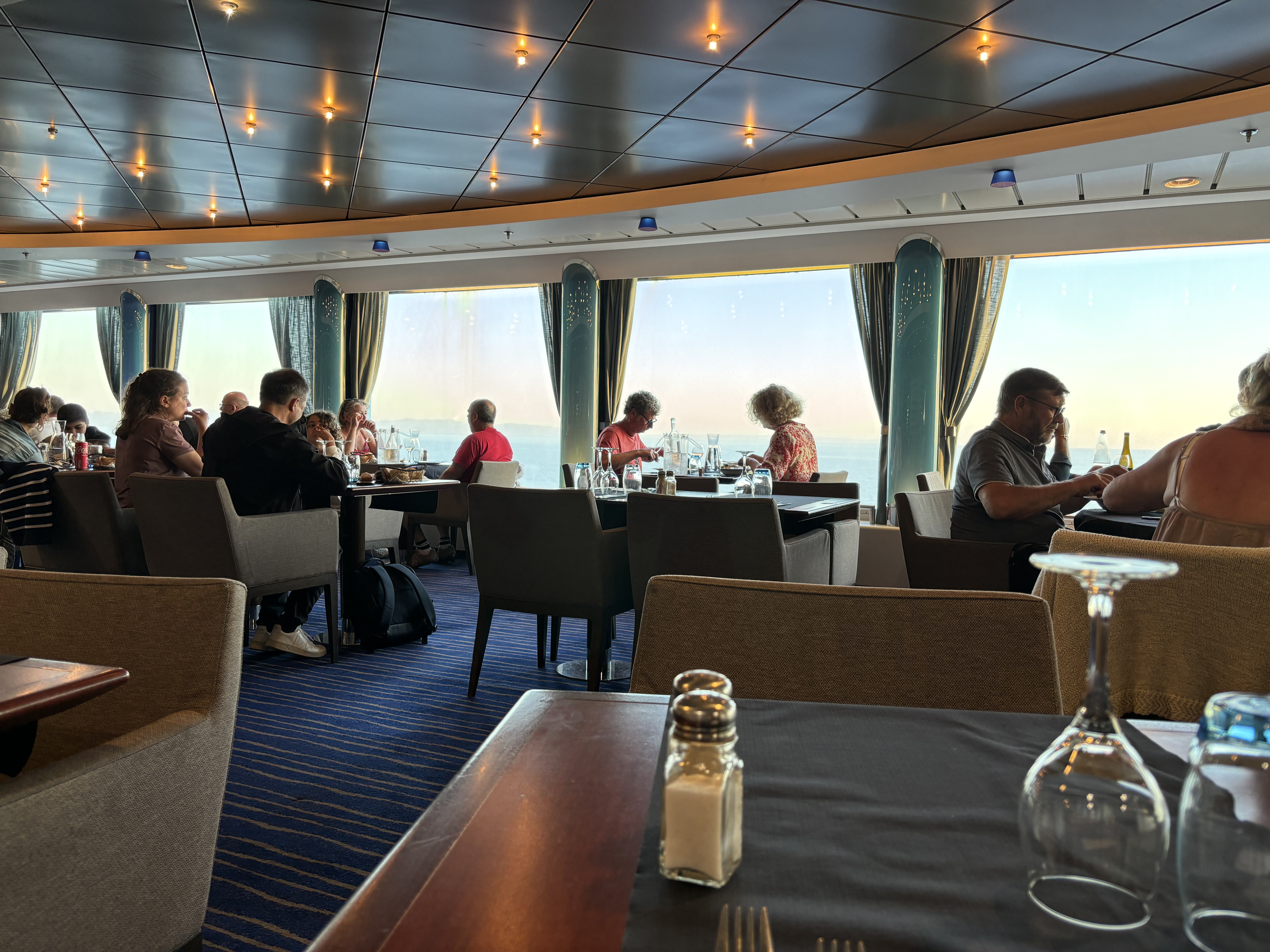
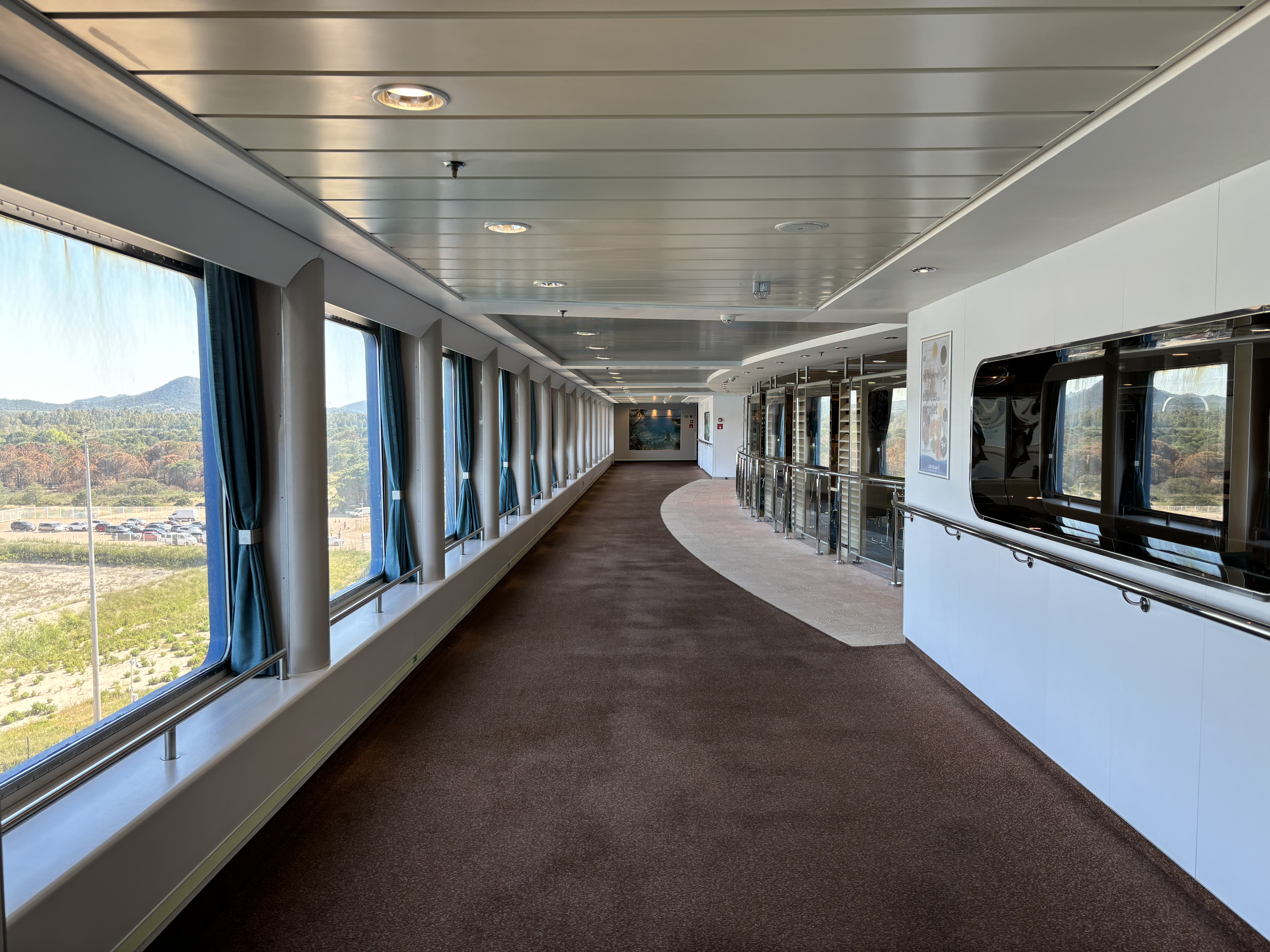
Promenade intérieure ouverte sur la mer
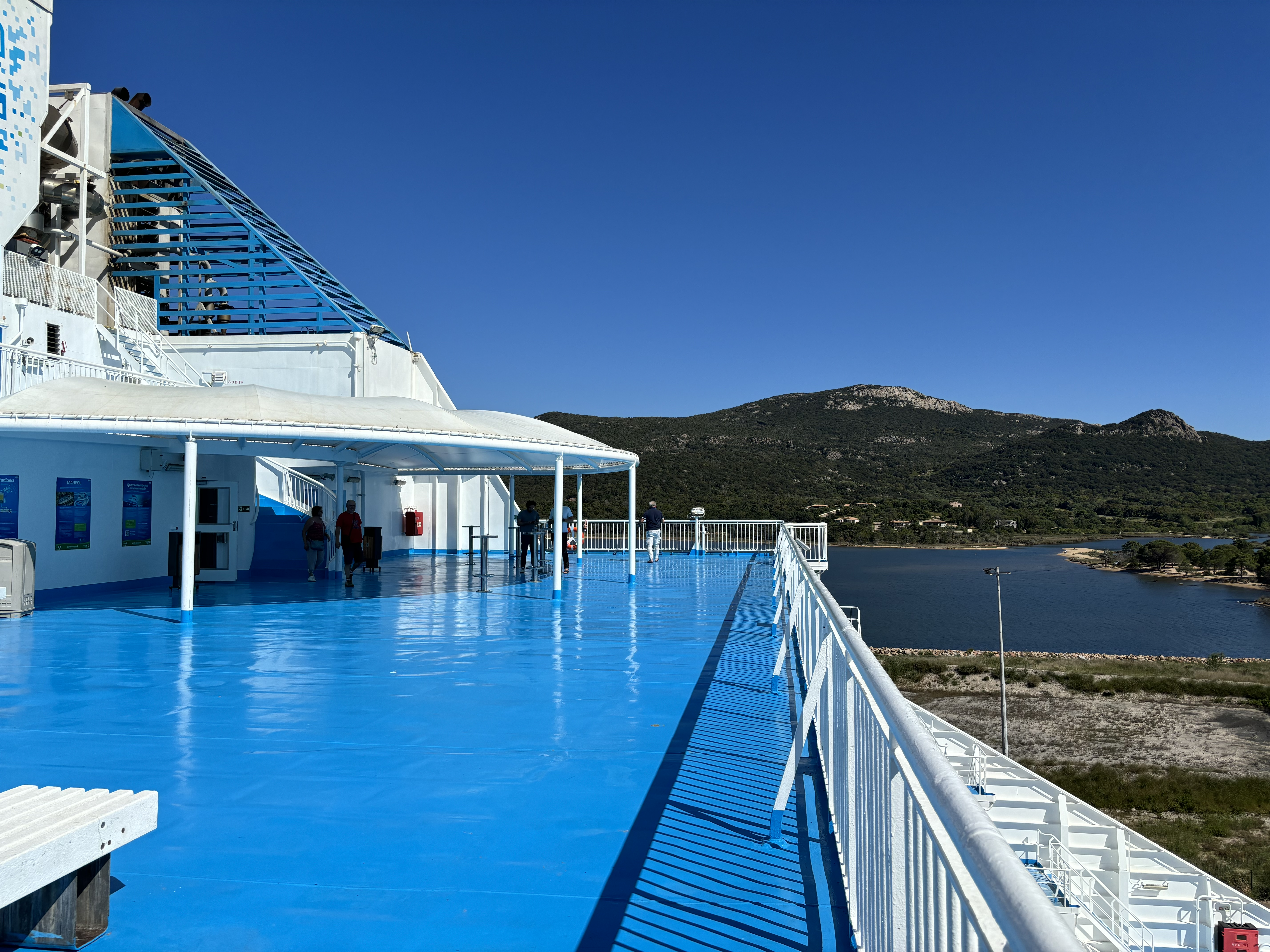
Terrasse extérieure à l'arrière du pont 10

### Cabines
Le Piana dispose de 200 cabines privatives situées majoritairement sur le pont 8 mais aussi sur le pont 9 à l'avant du navire et sur le pont 10 à l'arrière. Internes ou externes, 150 d'entre elles peuvent loger jusqu'à quatre personnes et 50 possèdent un grand lit à deux places. Toutes sont pourvues de sanitaires complets comprenant douche, WC et lavabo. Le navire possède par ailleurs un petit salon de fauteuil pullman sur le pont 8.

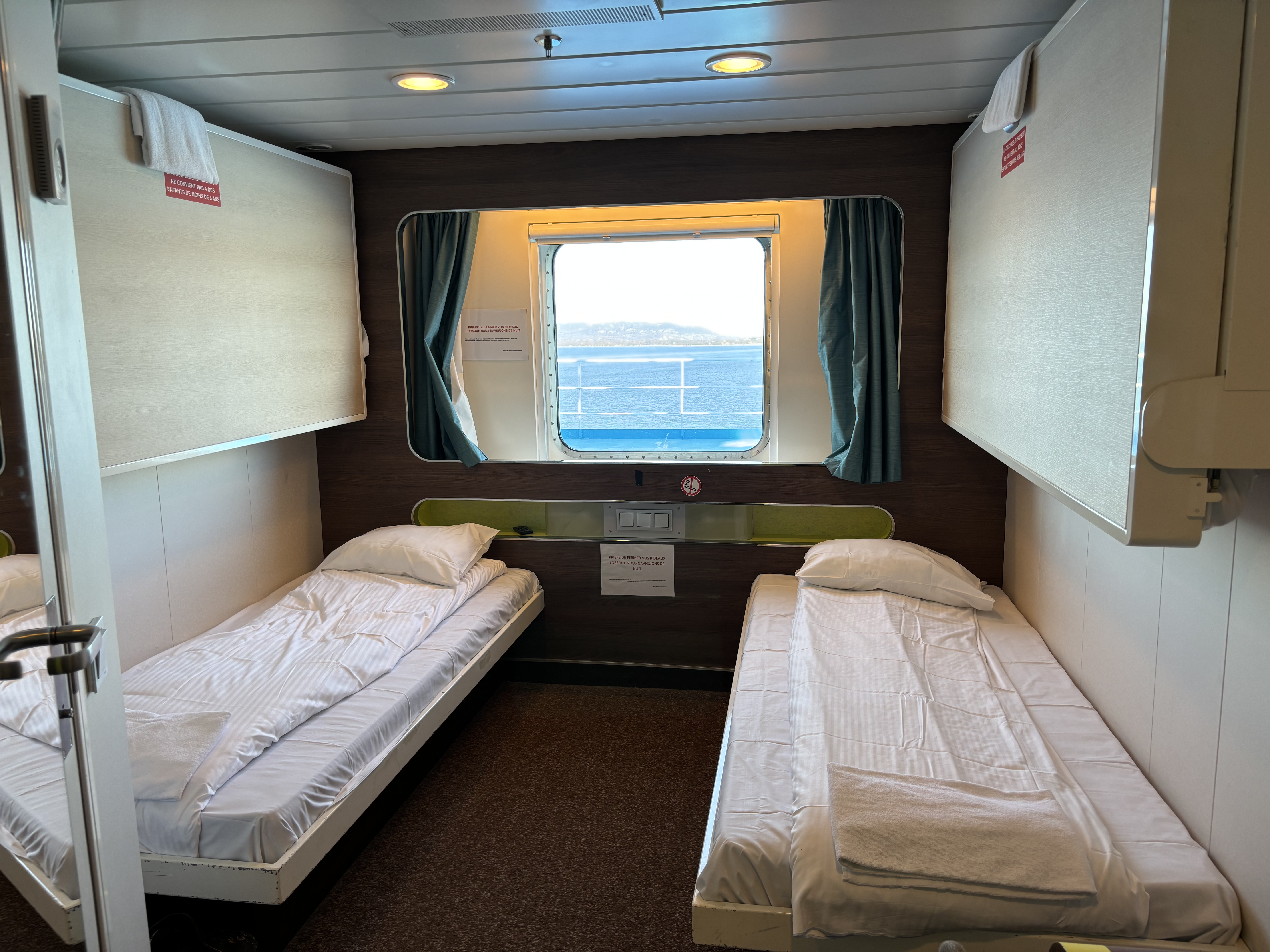
Cabine extérieure standard à quatre couchettes située à l'avant du pont 9
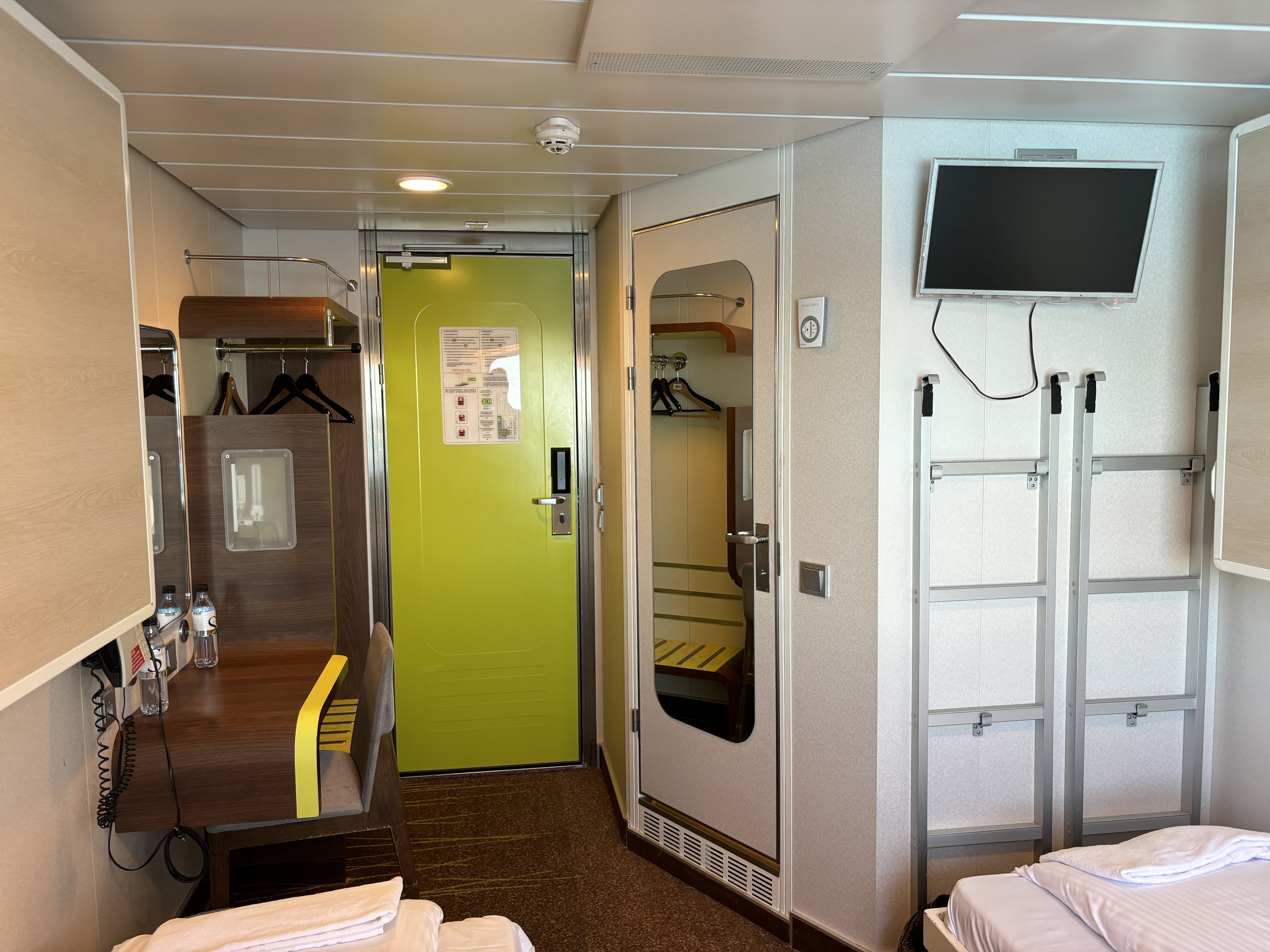
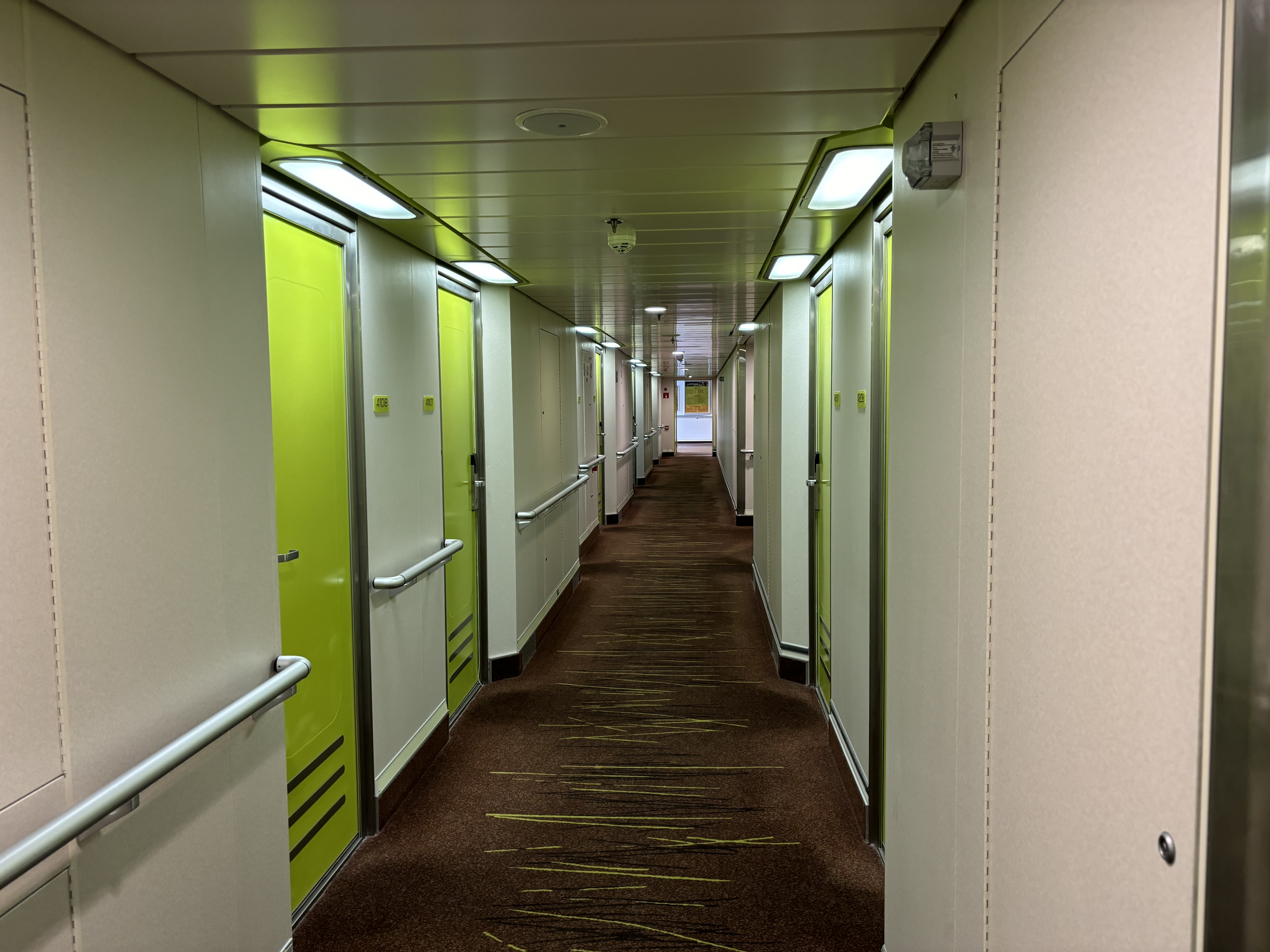
Coursive des cabines du pont 9

## Caractéristiques
Le Piana mesure 180 mètres de long pour 30,60 mètres de large, son tirant d'eau est de 6,70 mètres et sa jauge brute est de 42 180 UMS, ce qui en fait le navire le plus imposant exploité sur la Corse depuis la vente du Napoléon Bonaparte en 2014. Le navire peut embarquer 750 passagers et possède un garage de 2 500 mètres linéaires de roll, soit une capacité de 180 remorques, pouvant également contenir 200 véhicules et accessible par deux portes-rampes arrières. Il est entièrement climatisé. Il possède quatre moteurs diesel Wärtsilä 8L46F développant une capacité de 38 400 kW entraînant 2 hélices à pas variable faisant filer le bâtiment à plus de 24 nœuds. Le navire mixte est en outre doté de deux propulseurs d’étrave et un stabilisateur anti-roulis à deux ailerons rétractables. Le navire est pourvu de deux embarcations de sauvetages fermées de grande taille, complétées par une embarcation semi-rigide ainsi que de nombreux radeaux de sauvetage. À partir de 2019, sa cheminée tribord est équipée d'un filtre à particules. Ce dispositif sera par la suite installé de manière permanente en décembre 2021.

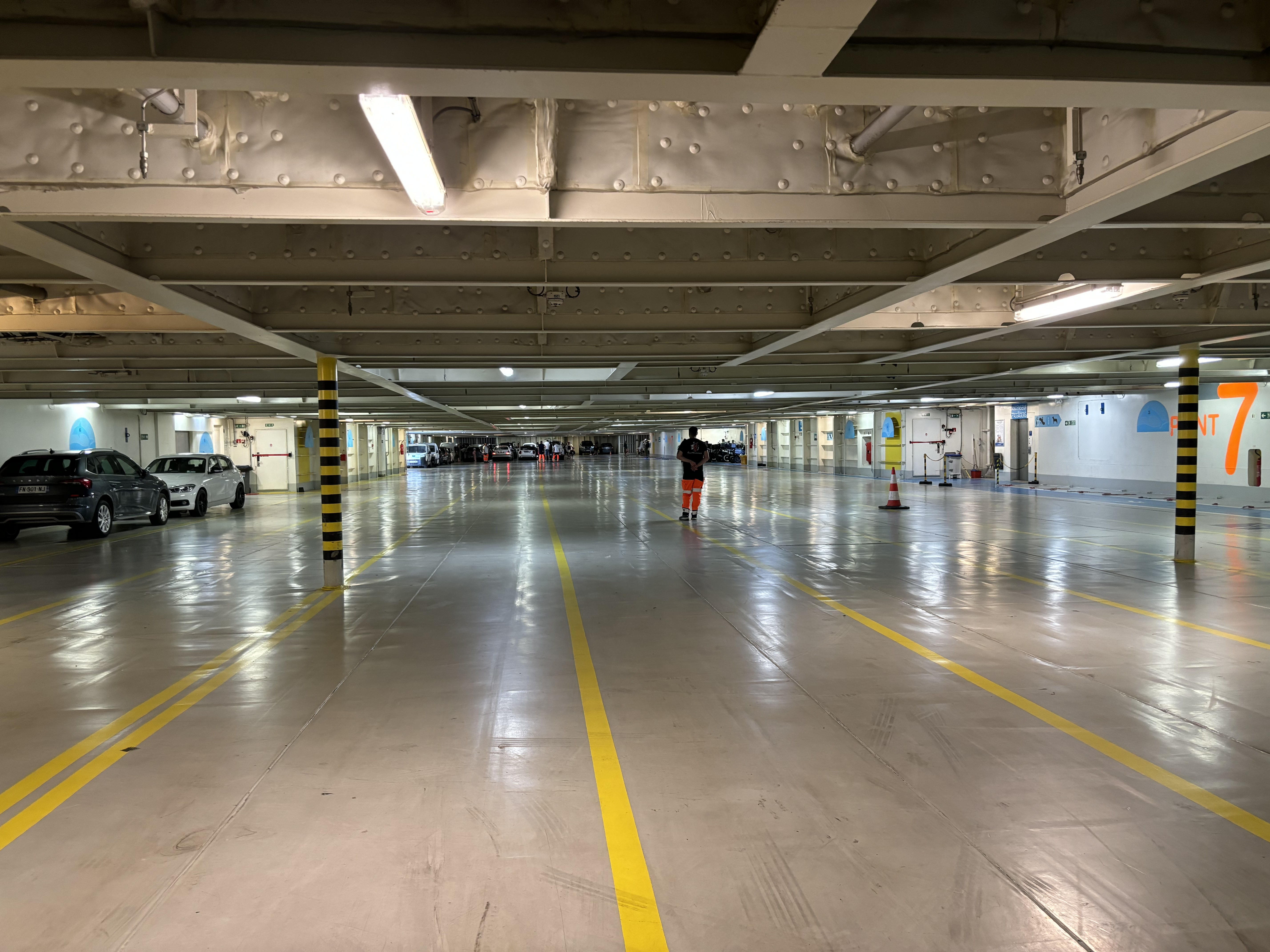
Garage réservé aux véhicules de tourisme sur le pont 7
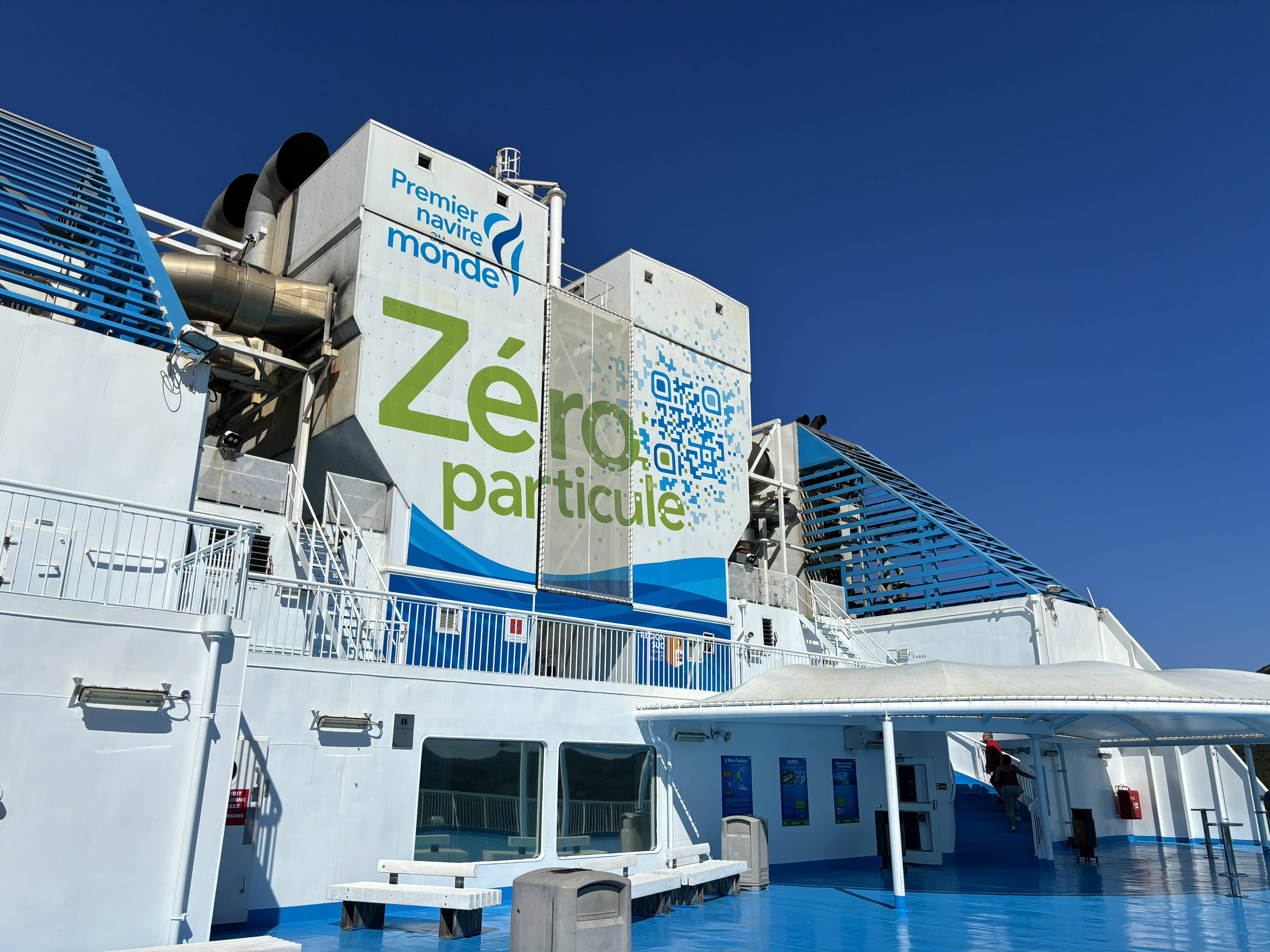
Filtre à particules installé en 2021

## Lignes desservies
Depuis sa mise en service, le Piana est affecté aux lignes de la délégation de service public entre Marseille et la Corse. Jusqu'au 1er octobre 2019, le navire était principalement affecté à la desserte de Bastia en traversée de nuit. Il touchait également de manière occasionnelle les ports d'Ajaccio et de Propriano.
À partir du 1er octobre 2019, à la suite de l'éviction partielle de La Méridionale de la DSP, le Piana est transféré entre Marseille et Porto-Vecchio, dans un premier temps sous affrètement par Corsica Linea puis finalement sous les couleurs de son propriétaire dès février 2020.
Depuis le 1er mars 2021, le navire est affecté à la ligne entre Marseille et Ajaccio qu'il dessert conjointement avec les navires de Corsica Linea.